# Iván Darío Restrepo
Iván Darío Restrepo (Itagüí, Antioquía, Colombia; 31 de enero de 1975) es un exfutbolista colombiano que destacó con el Deportivo Cali y Deportivo Pasto. Actualmente se desempeña en el manejo del IDR FC

## Clubes
| Club                 | País     | Año         |
| -------------------- | -------- | ----------- |
| Deportivo Cali       | Colombia | 1994 - 1996 |
| Atlético Bucaramanga | Colombia | 1996 - 1998 |
| Deportivo Pasto      | Colombia | 1999 - 2005 |
| Deportes Quindío     | Colombia | 2006        |